# Daucus montanus
Carotte de montagne
Ne doit pas être confondu avec Carotte des montagnes.
Espèce
Synonymes
- Daucus australis Poepp. ex DC., 1830[1],[2]
- Daucus toriloides DC., 1830[1],[2]
- Torilis peruviana C. Presl ex DC., 1830[1],[2]

Daucus montanus, la Carotte de montagne, est une espèce de plantes à fleurs annuelle de la famille des Apiaceae et du genre Daucus, originaire d'Amérique.

## Taxonomie
L'espèce est décrite en 1820 par Josef August Schultes à partir des travaux de Alexander von Humboldt & Aimé Bonpland, dans Caroli a Linné ... Systema vegetabilium : secundum classes, ordines, genera, species. Cum characteribus, differentiis et synonymiis., vol. 6, Sumtibus J.G. Cottae, 1820 (lire en ligne), p. 482.
Daucus montanus a pour synonymes :
- Daucus australis Poepp. ex DC., 1830[1],[2]
- Daucus toriloides DC., 1830[1],[2]
- Torilis peruviana C. Presl ex DC., 1830[1],[2]

Cette espèce se nomme en français « Carotte de montagne ».

## Description

### Appareil végétatif

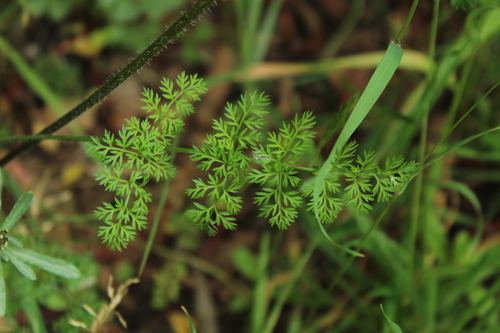
Feuille.

C'est une plante annuelle de 10 à 100 cm, les tiges érigées à décombantes, simples ou peu ramifiées, rétrohispides à glabrescentes. Les feuilles, de dimensions 3,5-12 × 2,5-5 cm, sont oblongues, les divisions terminales de 2-5 × c0,1 mm, linéaires, hispides ; les pétioles mesurent 3–12 cm.

### Appareil reproducteur

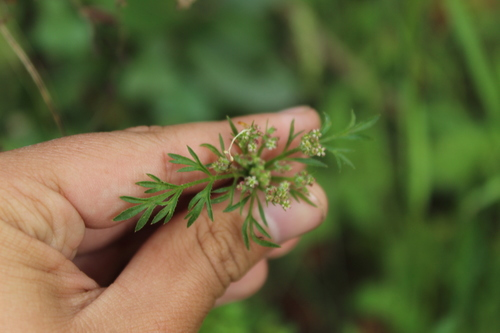
Daucus montanus entre deux doigts.

Les pédoncules mesurent 4,5–5 cm, papillotés-hispides ; l'involucre des bractées nettement foliacées, est composé et penné, hispide ; les rayons de 4-20, l0,5-12 cm, sont vernis ; l'involucre de quelques bractées linéaires-hispides ; les pédicelles mesurent 3–20 mm. Les pétales sont blancs ou violacés. Les fruits, de dimensions 2-6 × 2-3 mm, sont oblongs, souvent violacés, la surface présentant des commissures avec deux rangées de poils hispides ; le carpophore (es) est entier.

### Confusions possibles
Les populations de Daucus pusillus sont étroitement liées à D. montanus, car elles partagent le même nombre de base de chromosomes. Elles sont isolées sur le plan reproducteur principalement par des barrières post-zygotiques, qui pourraient éventuellement être contournées via un nombre diploïde de gamètes.

## Habitat et répartition
L'espèce a pour aire de répartition l'ouest de l'Amérique latine, du Mexique jusqu'en Argentine,. Elle pousse sur pentes boisées et herbacées et habitats perturbés, entre 1 700 et 4 000 m.